# فلاديمير سانين
فلاديمير ماركوفيتش سانين (بالروسية: Владимир Маркович Санин) ولد في 12 ديسمبر 1928، وتوفي في 12 مارس 1989. كان رحالة وكاتب روسي. وقد كتب العديد من الكتب في رحلاته، والرويات، وكذلك بعض الكتب الفكاهية. وقد كرس معظم أعماله وكتاباته إلى القطب الجنوبي.
ولد فلاديمير سانين في بابرويسك (روسيا البيضاء). عندما كان شاباً، شارك في الحرب العالمية الثانية. وبعد انتهاء الحرب، تخرج مع شهادة البكالوريوس في الاقتصاد من جامعة موسكو الحكومية في عام 1961. وعمل في عدة شركات كخبير اقتصادي وقام بتعليم الاقتصاد السياسي.
كانت بداية تجاربه في الكتابة مع القصص الوثائقية الفكاهية القصيرة التي تتحدث عن رحلاته وأسفاره في مختلف أنحاء الاتحاد السوفيتي. وفي أثناء رحلاته في شمال البلاد، التقى سانين بعدد من مستكشفي القطب الجنوبي الذين يواجهون المتاعب في عملهم فاشتعلت مخيلته بالأفكار. انضم سانين إلى عدة بعثات قطبية، وقد جرب العيش في محطات القطب الشمالي المسماة بـ(محطات الجليد المنجرف) وتحديداً المحطة الخامسة عشر في القطب الجنوبي (North Pole-15). كتب سانين سلسلة من الكتب التي تتحدث عن الناس الذين يعيشون ويستكشفون القطبين الشمالي والجنوبي ومن هذه الكتب:(72 درجة تحت الصفر و عضو جديد في القطب الجنوبي و لا تقل وداعاً للقطب الشمالي و على أعلى الأرض). تم تحويل بعض هذه الكتب إلى أفلام.
تحدثت كتابات سانين عن قضايا الناس الأخلاقية والاجتماعية في الحالات والظروف الحرجة بطريقة فكاهية. بالإضافة إلى المكتشفين القطبيين، أبطال قصصه هم الإطفائيون، الطيارون، قباطنة السفن، رجال الإنقاذ من الانهيار الجليدي.

## الحياة الشخصية
كان متزوجاً.

## المؤلفات

### سلسلات
- سلسلة المرتفعات القطبية
  - 1975 - 72 درجة تحت الصفر
  - 1976 - محاصرون
  - 1977 - من الصعب ترك أنتارتيكا
  - 1978 - من أجل الذين يتزلجون!
  - 1982 - وقت العودة

### روايات
- 1986 - حريق هائل

### حكايات
- 1963 - وحدي مع الدب الكبير
- 1967 - راكب في الجِيبْ، ذاهب إلى سقف العالم
- 1970 - عندما كنت طفلاً
- 1970 - نحن - بسكوف! (حكاية رحلة)
- 1973 - مغامرات لانا وباوني
- 1975 - 72 درجة تحت الصفر
- 1976 - محاصرون
- 1977 - من الصعب ترك القارة القطبية الجنوبية
- 1978 - من أجل الذين يتزلجون!
- 1979 - مهووس
- 1982 - وقت العودة
- 1984 - اللعنة البيضاء
- 1989 - لا تقل بأنك القطب الشمالي؟! وداعاً
- 1989 - أصدقاء قدامى

### قصص
- 1960 - ألعاب نارية!
- 1965 - ماذا ينبغي أن يكون الأب؟
- 1965 - عيد ميلاد سعيد جزيرة روبنسون
- 1967 - المحيط المبتسم. عبر البحار، والجبال
- 1977 - مصير المرآة
- 1977 - نسيم لطيف في مدينة إن
- 1989 - ثلاثة في حجرة

### أعمال وثائقية
- 1970 - كوكب الأرض في القمة
- 1973 - عضو جديد في القطب الجنوبي
- 1975 - الطقس في جميع أنحاء العالم. ملاحظات المسافرين

### مسرحيات
- 1971 - الرجال (قصة عن القطب الجنوبي)

### سيناريوهات
- 1976 - 72 درجة تحت الصفر // شارك في تأليف الكتاب: زينوفي يوريف

### مقالات
- 1965 - بعض الأفكار عن الابتسامة (مقدمة لمجموعة من القصص القصيرة)
- 1973 - في أخر فصل صيف، لم يكن هناك فصل شتاء
- 1980 - رائحة الملح من "المحيط"

## فيلموغرافيا
- 1968 - لم يخلقو رجالاً كي تدمع عيونهم
- 1976 - 72 درجة تحت الصفر
- 1979 - رواية القطب الجنوبي (فيلم تلفزيوني، له 3 أجزاء)
- 1986 - حان وقت العودة
- 1987 - اللعنة البيضاء

## وصلات خارجية
- فلاديمير سانين على موقع IMDb (الإنجليزية)

- اعرف المزيد»
- اقرأ كتبه (باللغة الروسية) نسخة محفوظة 6 أكتوبر 2013 على موقع واي باك مشين.